# Алаколь (Железинський район)
Алако́ль (каз. Алакөл) — село у складі Железинського району Павлодарської області Казахстану. Адміністративний центр та єдиний населений пункт Алакольського сільського округу.
Населення — 632 особи (2021; 776 у 2009, 1135 у 1999, 1193 у 1989).
Національний склад станом на 1989 рік:
- казахи — 55 %,
- росіяни — 27 %.